# Aké Loba (Schriftsteller)
Gérard Aké Loba (* 15. August 1927 in Abobo Baoulé, Elfenbeinküste; † 3. August 2012 in Aix-en-Provence) war ein ivorischer Schriftsteller. 
Sein wichtigstes Werk, Kocoumbo. Ein schwarzer Student in Paris, wurde 1961 mit dem ersten Grand Prix littéraire de l’Afrique noire ausgezeichnet.
Er war zwischen 1985 und 1990 Abgeordneter und Bürgermeister der Gemeinde Abobo in Abidjan.

## Werke
- Kocumbo. L’étudiant noir. J'ai lu, Paris 1983, ISBN 2-277-21511-2 (EA Paris 1960)
  - deutsch: Kocoumbo. Ein schwarzer Student in Paris. Speer-Verlag, Zürich 1961.
- Les fils de Kouretcha. Édition de la Francité, Paris 1970.
- Les Dépossédés. Édition de la Francité, Paris 1973.
- Le Sas des parvenus. Flammarion, Paris 1990, ISBN 2-08-066428-X.